# Onychoglomeris tirolensis
Onychoglomeris tirolensis är en mångfotingart som först beskrevs av Robert Latzel 1884.  Onychoglomeris tirolensis ingår i släktet Onychoglomeris och familjen klotdubbelfotingar. Inga underarter finns listade i Catalogue of Life.